# Tobramicina
La tobramicina (en anglès:Tobramycin) és un antibiòtic aminoglicòsid que deriva de Streptomyces tenebrarius i es fa servir contra diversos tipus d'infeccions per bacteris particularment els gram negatius. És especialment efectiva contra les Pseudomonas.

## Efectes secundaris
Com altres aminoglicòsids, la tobramicina és ototòxica (toxicitat per l'orella): i, per tant, pot causar pèrdua de l'audició i/o afectar l'equilibri en individus genèticament susceptibles. Generalment aquesta ototoxicitat és irreversible. També és nefrotòxica (tòxica pels ronyons).